# 인해한인
인해한인(일본어: 忍海漢人 오시미노아야히토[*])은 야마토 시대에 한반도에서 건너온 사람들로, 대장장이 기술에 뛰어났다고 전해진다. 오시미군에 거주한 것에서 명칭이 유래한 것으로 추정된다.